# 17488 Mantl
17488 Mantl este un asteroid din centura principală de asteroizi.

## Descriere
17488 Mantl este un asteroid din centura principală de asteroizi. A fost descoperit pe 2 octombrie 1991 la Tautenburg de Lutz Dieter Schmadel și Freimut Börngen. Asteroidul prezintă o orbită caracterizată de o semiaxă mare de 2,73 ua, o excentricitate de 0,10 și o înclinație de 3,9° în raport cu ecliptica.